# Амбар у Кузмину, Змај Јовина 57
Амбар у Кузмину, Змај Јовина 57, саграђен је 1825. године, својом израдом и украшавањем скренуо је пажњу крајем прошлог века. Тада је забележено да га је направио глувонеми мајстор, избеглица из Босне, Петар Тулај. Представља споменик културе од великог значаја.

## Изглед
Грађен је храстовином у скелетној конструкцији, са унизаним даскама у стубове. Забат на чеоној страни је знатно испуштен, тако да образује надстрешницу над улазом. Кров је двосливан стрмог нагиба, покривен бибер црепом којим је замењена првобитна шиндра. Декоративном обрадом посебно се истиче чеони забат. Издељен је дуборезним гредама на више поља испуњених косо на преклоп сложеним дашчицама, омеђеним украсним лајснама различитих профилација. Резбарени орнамент, за који је речено да је „препознатљивог оријенталног уплива”, требало би тумачити традиционалним мотивом везаним за порекло мајстора. Као ређа варијанта амбара на преношење са испуштеним забатом, он солидном градњом, димензијама и декорацијом као и временом градње представља репрезентативан пример.